# Indian Journal of Pure and Applied Mathematics
Indian Journal of Pure and Applied Mathematics is een internationaal, aan collegiale toetsing onderworpen wetenschappelijk tijdschrift op het gebied van de wiskunde. De naam wordt in literatuurverwijzingen meestal afgekort tot Indian J. Pure Appl. Math. of IJPAM. Het wordt uitgegeven door de Indian National Science Academy.